# Parafia Przemienienia Pańskiego w Żyznowie
Parafia Przemienienia Pańskiego w Żyznowie – parafia rzymskokatolicka znajdująca się w diecezji rzeszowskiej w dekanacie Strzyżów. Erygowana w 1912 roku.
Terytorium parafii obejmuje Żyznów oraz Bonarówkę.

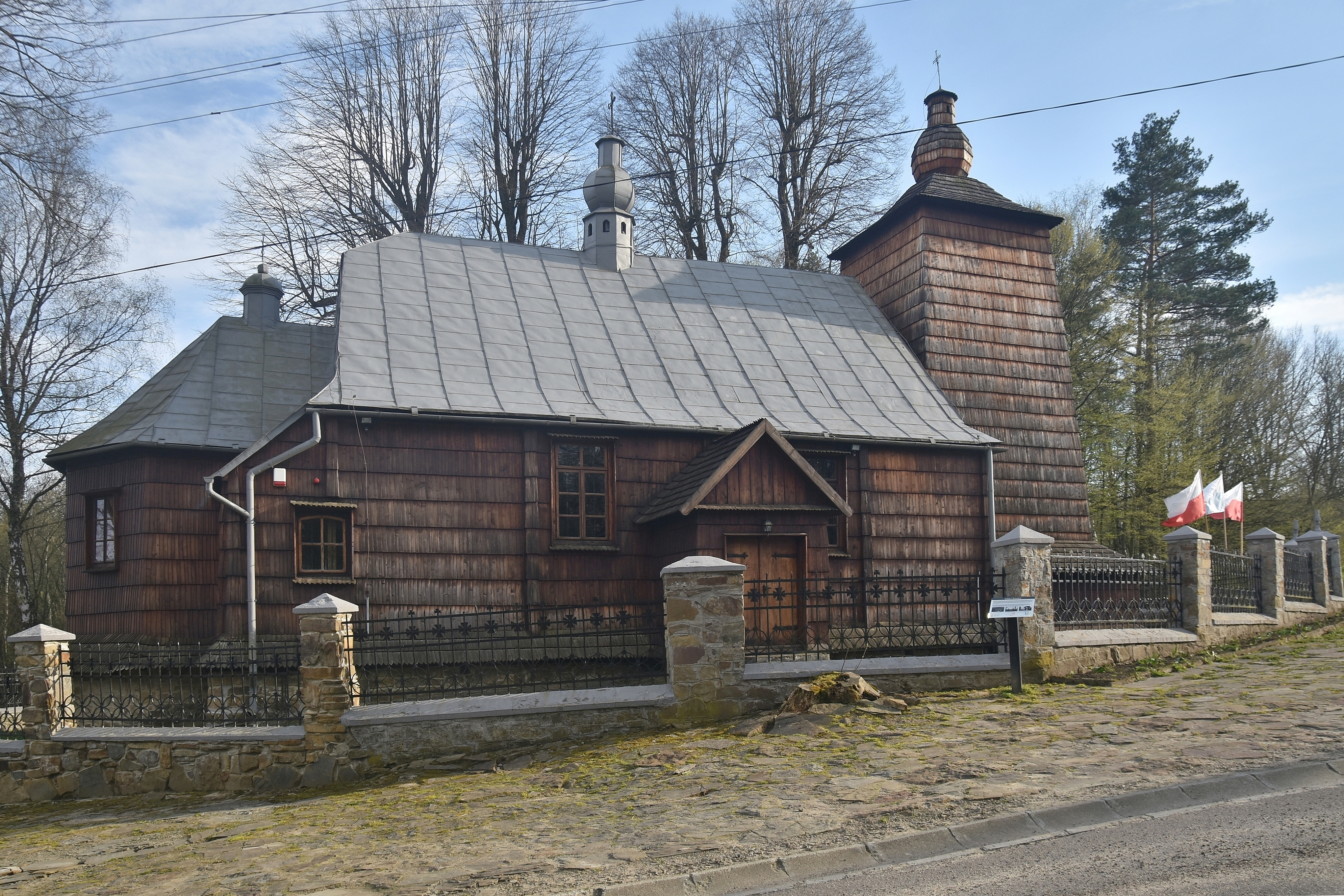
Bonarówka, cerkiew; obecnie kościół filialny